# 13070 Seanconnery
A 13070 Seanconnery (ideiglenes jelöléssel 1991 RO2) a Naprendszer kisbolygóövében található aszteroida. Eric Walter Elst fedezte fel 1991. szeptember 8-án.
Nevét Sean Connery skót színész után kapta.